# Morella inodora
Morella inodora är en porsväxtart som först beskrevs av John Bartram, och fick sitt nu gällande namn av John Kunkel Small. Morella inodora ingår i släktet Morella och familjen porsväxter. Inga underarter finns listade i Catalogue of Life.